# الكسندر مارتن
الكسندر مارتن (بالإنجليزية: Alexander Martin)‏ هو عسكري وقاضي وسياسي أمريكي، ولد في 1740 بمقاطعة هونتردون في الولايات المتحدة، وتوفي في 10 نوفمبر 1807 بمقاطعة ستوكس في الولايات المتحدة. حزبياً، نشط في Anti-Administration party ‏.

## مناصب
- انتخب حاكم كارولينا الشمالية [الإنجليزية]‏ (17 ديسمبر 1789 – 14 ديسمبر 1792).
- انتخب عضو مجلس ولاية كارولاينا الشمالية.
- انتخب حاكم كارولينا الشمالية [الإنجليزية]‏ (22 أبريل 1782 – 13 مايو 1785).
- انتخب عضو مجلس الشيوخ الأمريكي عن دائرة كارولاينا الشمالية (4 مارس 1793 – 4 مارس 1799).